# Collier de serrage
 (mars 2023).
Si vous disposez d'ouvrages ou d'articles de référence ou si vous connaissez des sites web de qualité traitant du thème abordé ici, merci de compléter l'article en donnant les références utiles à sa vérifiabilité et en les liant à la section « Notes et références ».
Pour les articles homonymes, voir Collier (homonymie).
Un collier de serrage ou clips de serrage est un appareil mécanique dont la destination principale est le maintien en position d'un tuyau souple ou durit (flexible) sur un tube (rigide) par emmanchement du tube dans le tuyau. En fournissant une pression de serrage radiale uniformément répartie, il garantit l'étanchéité de la jointure ainsi formée.
Le principe repose sur une compression à la périphérie de l'assemblage, par déformation élastique des éléments assemblés et parfois du collier lui-même.
Il existe divers modèles de colliers de serrage et des applications diverses leur sont également connues, comme les colliers plastiques souvent utilisés pour attacher des câbles.

## Types
Il existe plusieurs types de colliers de serrage ou clips.

### Colliers à vis
Les colliers à vis, principalement métalliques, sont composés d'une bande munie de crans ou de dents (la crémaillère).
Au bout de cette bande se situe une vis sans fin dotée d'une tête pour entraîner sa rotation, maintenue dans une cage et positionnée dans l'axe de la bande.
Lorsque le collier est refermé sur lui-même, le filetage de la vis est engrené dans les crans ou les dents du ruban.
La rotation de la vis, possible à l'aide d'un tournevis sur sa tête, entraîne alors le déplacement du ruban par le système de vis-crémaillère, provoquant le serrage du collier.
Les colliers à vis sont appelés aussi colliers à crémaillère ou a vis tangentes, ou bien en France comme colliers Serflex, du nom d'un de leurs fabricants.
L'utilisation de ces colliers est principalement faite pour les jointures de systèmes hydrauliques ou pneumatiques à basse pression.

### Colliers à ressort

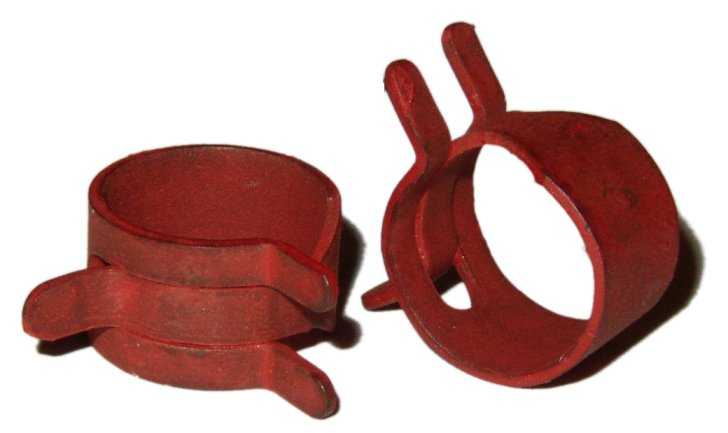
Deux colliers à ressort, destiné aux conduites de carburant pour l'automobile

Les colliers à ressort sont constitués d'une bande en acier ressort, tel qu'un côté présente une protubérance étroite centrée à son extrémité, et l'autre côté est constitué de 2 protubérances étroites.
Les extrémités de ces protubérances sont ensuite courbées vers l'extérieur, et la bande est roulée pour former un anneau. Pour utiliser le collier, les protubérances opposées sont pressées l'une vers l'autre à l'aide d'une pince, augmentant ainsi le diamètre de l'anneau, et le collier peut ainsi être glissé dans le tuyau.
L'effet ressort mécanique du collier serre automatiquement le tuyau lorsque l'effort de la pince est relâché. Ce genre de colliers est rarement utilisé pour les grands diamètres de tuyaux et les pressions élevées. Ils sont typiquement utilisés pour de faibles diamètres de tuyau, bien qu'ils soient de temps en temps vus sur de plus grands tuyaux utilisés pour des conduites d'aspiration, où leur rôle principal est de préserver les tuyaux d'un arrachement accidentel, plutôt que de réaliser une fonction d'étanchéité.

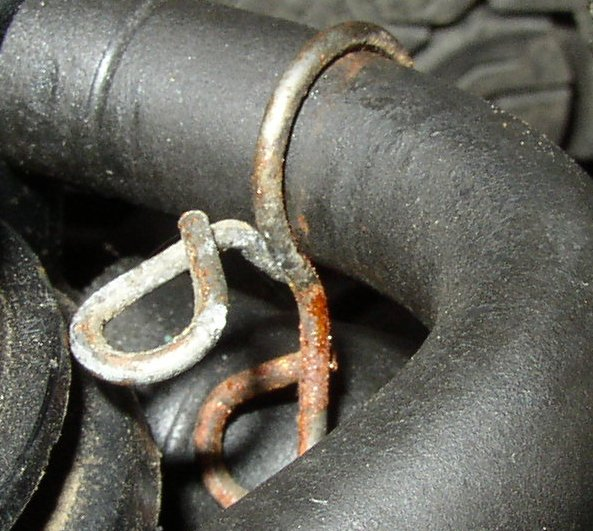
Un collier à ressort, utilisé dans l'automobile

Un autre type de collier à ressort très simplifié, utilisé uniquement dans les conduites d'aspiration, est un simple morceau de fil d'acier plié en une boucle, les extrémités sont courbées pour fournir des poignées. Elles sont utilisées de la même manière que les colliers à ressort standards, mais sont pincées à la main et donc fournissent une force de retenue très faible. Plutôt que d'essayer de coller un tuyau dans un embout, ils assurent une légère pression sur le tuyau, suffisante pour éviter le déboîtement du tuyau de l'embout, dans les cas de pression effective de fluide inférieure à 0,5 bar.

### Colliers fil

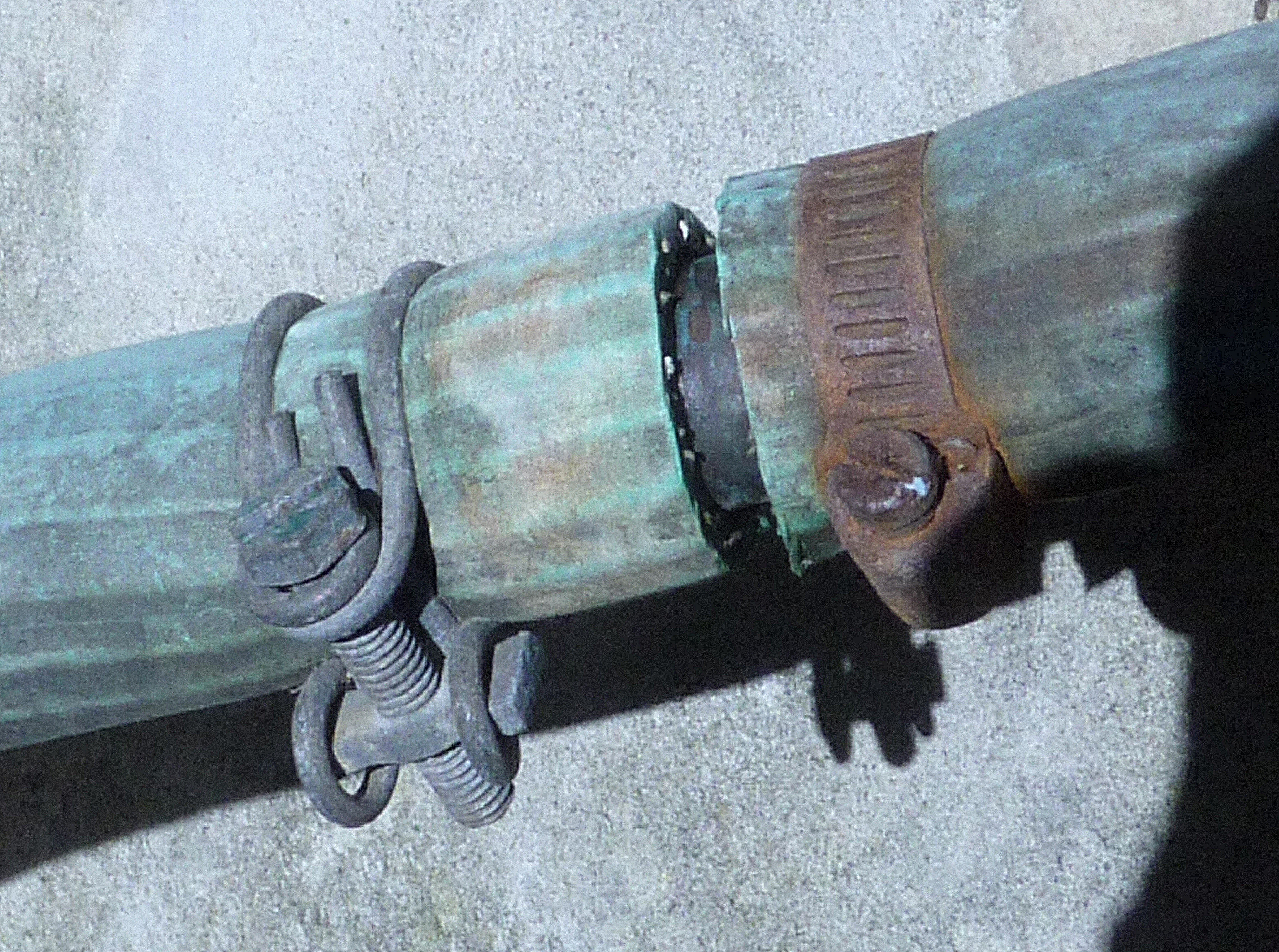
Collier-fil et serflex sur un tuyau d'arrosage

Les colliers fil se composent d'un fil, généralement en acier, d'abord plié dans un U serré (c.-à-d. mis en double), puis façonné en une forme d'anneau avec une extrémité recouvrant l'autre ; finalement les extrémités sont pliées vers l'extérieur et façonnées pour recevoir le système vis/écrou.
Un écrou est alors fixé à une extrémité du fil, et à une vis à l'autre extrémité.
Quand la vis est serrée, les extrémités du fil sont tirées, ce qui serre la boucle du collier autour du tuyau.

### Colliers autocompensateurs
Les colliers auto-compensateurs sont des colliers dont la force de compression radiale tend à rester constante malgré la dilatation du tube sur lequel il est mis en place, par exemple en cas de dilatation liée à la chaleur.

### Colliers en plastique
Les colliers de serrage en plastiques sont caractérisés par un coût relativement faible, une facilité de mise en place et une bonne résistance mécanique.

## Utilisations et applications
Ils sont souvent utilisés pour bloquer les tiges de selles de bicyclettes. 
Des colliers de serrage sont typiquement adaptés aux circuits à pressions modérées, comme ceux que l'on peut trouver dans des applications tels que dans les véhicules à moteur et les applications domestiques.
Pour les hautes pressions, particulièrement avec les grandes tailles de tuyau, la bride devrait être difficile à manier pour pouvoir résister aux efforts plus importants sans permettre au tuyau de glisser sur l'embout ou qu'une fuite puisse se former.
Pour ces applications à hautes pressions, des garnitures de compression, les garnitures épaisses de cuir embouti, ou d'autres conceptions sont normalement employées.
Des colliers de serrage sont fréquemment employés pour d'autres usages que la jointure étanche d'un tuyau souple avec un tube rigide.
Les colliers synthétiques sont notamment utilisés comme dispositif de fixation ou pour attacher ensemble des câbles.
Les colliers à vis peuvent qui sont utilisés pour des réparations domestiques en tant que matériel de secours.
Les qualités spécifiques aux colliers plastiques (faible poids/encombrement, résistance mécanique et facilité de mise en place/difficulté à être retiré) ont conduit les forces de maintien de l'ordre civiles ou militaires à détourner et adapter l'utilisation du collier plastique comme menottes de fortune, principalement pour les opérations de maintien de l'ordre publiques ou pour les groupes d'intervention. Des colliers plastiques spécifiques à doubles boucles ont été créés par la suite.